# 斯特拉钦
斯特拉钦 （羅馬化：Stratsin、Stracin 或 Stratzin）, 是保加利亚东南部布尔加斯州波摩莱的一个村庄，毗邻Hadjiiska河，面积15.761平方公里，2013年时人口1271人。该村以种植业、畜牧业为主。